# Ubongo
Ubongo és un joc de taula del dissenyador de jocs polonés Grzegorz Rejchtman. Llançat originalment a Suècia per l'editorial Kärnan com sota la marca Pyramidens Portar va guanyar el 2003 el premi Årets spel en 2003. El joc va ser llançat més tard a Alemanya el 2005 sota el nom Ubongo per l'editor Ubongo i va aconseguir el 4t lloc en el concurs de jocs de taula alemany i va ser finalista del Premi Internacional de jocs.
El joc està pensat per 2 a 4 jugadors de més de 8 anys i és tarda entre 20 i 30 minuts en fer una partida. Ubongo és un joc de trencaclosques abstracte, amb un disseny que recorda a una barreja entre el Tangram i el Tetris; inclou una versió simplificada amb menys peces, 3 i una avançada amb 4.
Ubongo està pensat com un joc per a tota la família, ja que simplicitat de la seva mecànica permet entretenir tant a nens com a adults.

## Regles
El joc inclou 36 cartrons amb un quadre a cobrir amb 4 peces per una part i amb 3 per l'altra. Cada jugador rep un tauler i amb el tir d'un dau es decideixen les 3 o 4 peces ha utilitzar. El jugador ha d'utilitzar-les per cobrir completament la forma sense superposicions. Cada jugador que aconsegueix encobrir la forma en el temps estipulat pot prendre dues joies de la placa principal. Una vegada ja hagen agafat les joies tots els jugadors es redistribueixen els cartrons i comença una altra ronda.
Al final del joc guanya el jugador que tingue més joies d'un color.

## Galeria

Exemple de tauler
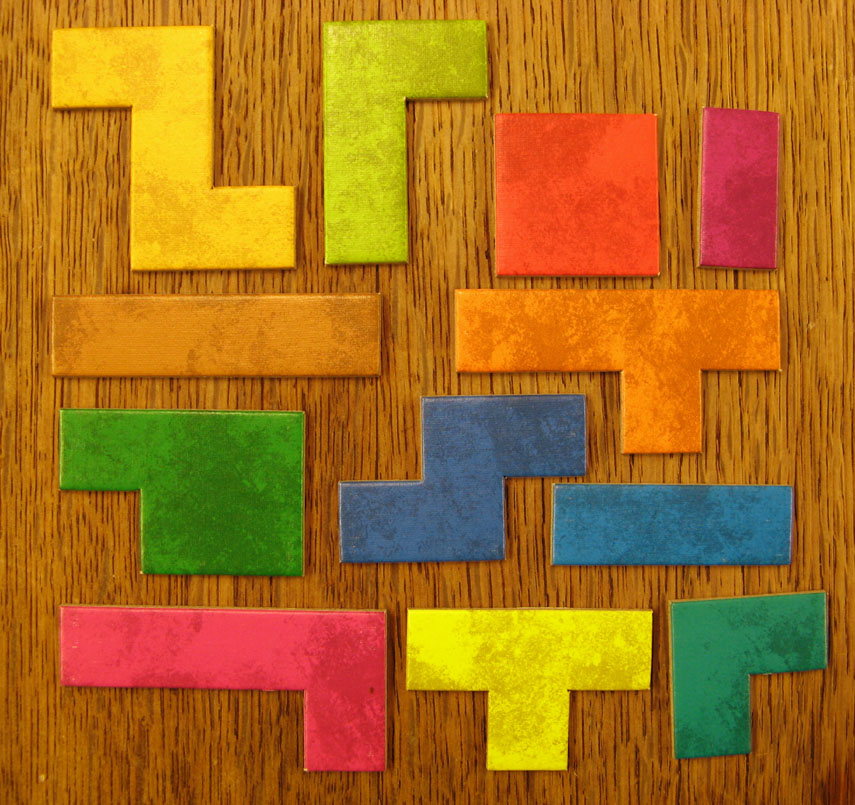
Jugant peces
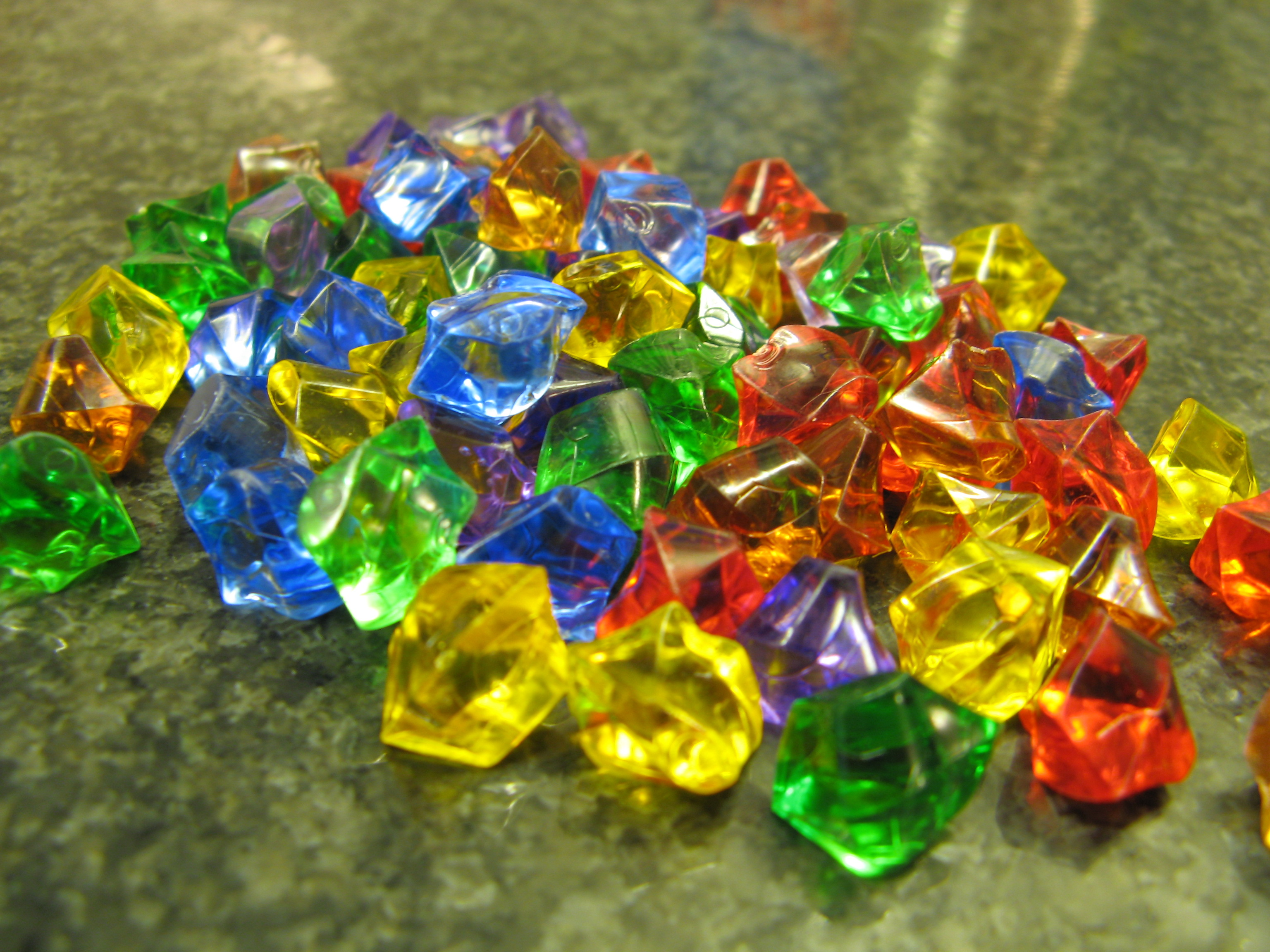
Joies